# Geerike Schreurs
Geerike Schreurs (Zwolle, 19 mei 1989) is een wielrenster uit Nederland.

## Carrière
Schreurs reed in 2011 voor het Nederlandse Dolmans Landscaping Team en in 2012 en 2013 voor het Belgische Sengers Ladies Cycling Team.
In 2012 won ze met haar ploeg de tweede etappe (een ploegentijdrit) van de Trophée d'Or, met haar ploeggenoten Evelyn Arys, Anna van der Breggen, Vera Koedooder, Birgit Lavrijssen en Karen Verhestraeten. Een maand later, op 16 september werd ze met haar ploeg twaalfde (en laatste) tijdens het WK ploegentijdrijden in Valkenburg.
In 2014 werd Schreurs derde in de Omloop van de IJsseldelta.

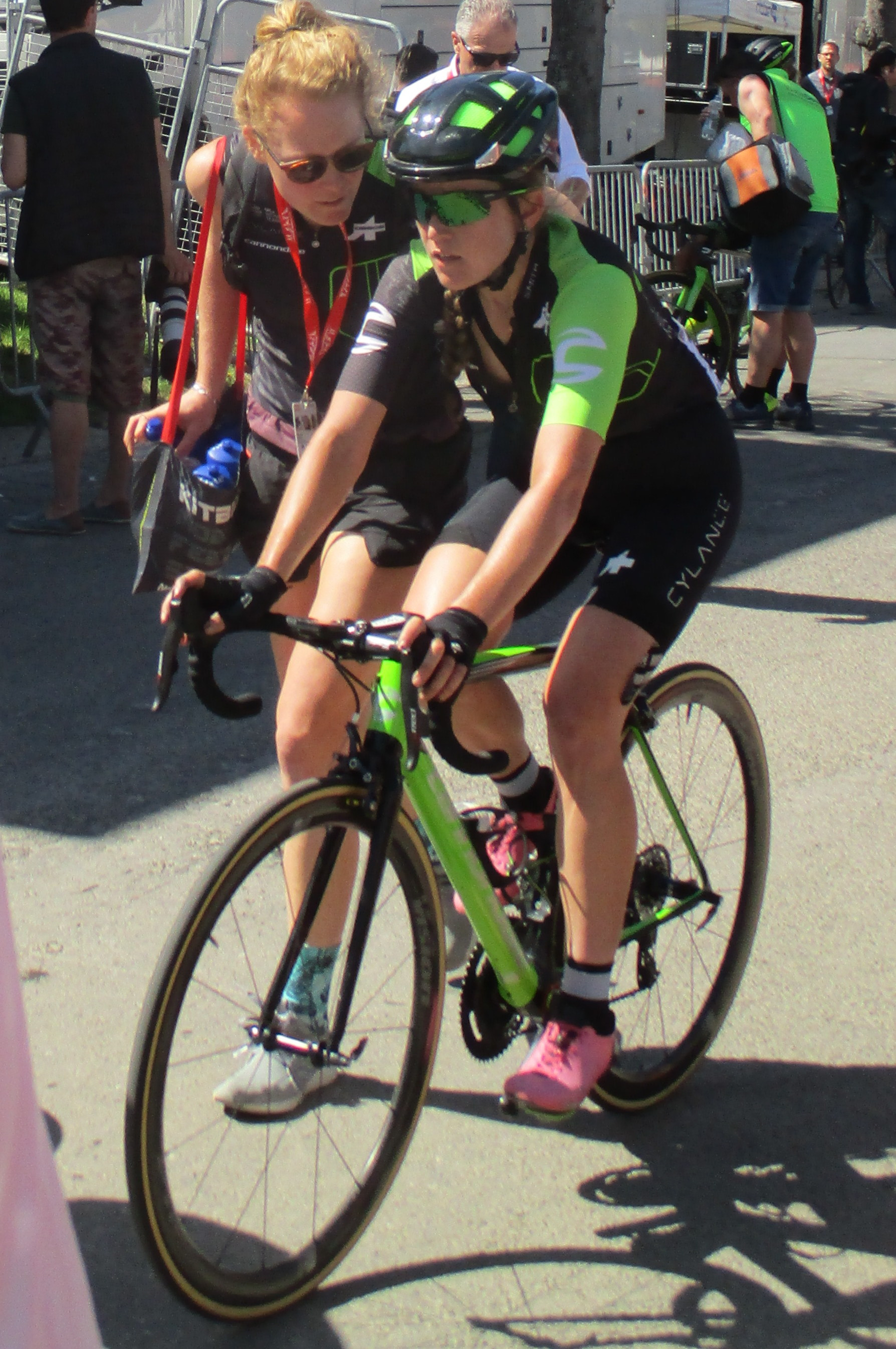
Schreurs als verzorgster bij Cylance Pro Cycling bij de Waalse Pijl 2018.

Schreurs was acht jaar actief als verzorgster, eerst van Cylance Pro Cycling en later van Trek-Segafredo.
In 2023 maakte zij de overstap naar gravelracen. Ze werd in 2024 tweede bij Unbound, het officieuze ‘gravel WK’ in Amerika. Rijdend voor Team SD Worx-Protime won ze de UCI gravel race The Gralloch in Schotland en werd tweede bij de UCI Wörthersee Gravel Race en The Traka 360.
In 2025 zal Schreurs voor Team SD Worx-Protime op de weg rijden, de ploeg waar ze in 2011 ook al voor reed. In die ploeg zal ze herenigd worden met haar voormalige schoonzus Anna van der Breggen, die in 2012 en 2013 ook haar ploeggenote was bij Sengers Ladies.

## Palmares

### Gravel
2023 - 1 zege
Nordic Gravel Series Bergslagen
2024 - 3 zeges
2e etappe Santa Vall
Iron Gravel 200
Gravel World Series The Gralloch
2025 - 2 zeges
Gravel World Series Turnhout Gravel
Gravel World Series Wörthersee Gravel

### Uitslagen in voornaamste wegwedstrijden
| Jaar | Ronde van Vlaanderen | Omloop Het Nieuwsblad | Drentse Acht van Westerveld | Ronde van Gelderland |
| ---- | -------------------- | --------------------- | --------------------------- | -------------------- |
| 2010 |                      |                       |                             | 72e                  |
| 2011 |                      | 79e                   | 92e                         |                      |
| 2012 | opgave               | 52e                   |                             | 15e                  |
| 2013 | opgave               |                       | 47e                         | 53e                  |
| 2014 |                      |                       |                             | opgave               |
| 2015 |                      |                       | 52e                         |                      |

## Ploegen
- 2011 –  Dolmans Landscaping Team
- 2012 –  Sengers Ladies Cycling Team
- 2013 –  Sengers Ladies Cycling Team
- 2025 –  Team SD Worx-Protime

van Belle (vanaf 29/4) · Bredewold · van der Breggen · van den Broek-Blaak (tot 11/2) · Cecchini · Gerritse · Guarischi · Häberlin · Harvey · J. Kopecký · L. Kopecky  · Lach · Markus · Schneider · Schreiber · Schreurs · Vas · Wiebes 